# Lääneotsa
Lääneotsa est un village de la commune de Viimsi du comté de Harju en Estonie. Au 31 décembre 2011, il compte 29 habitants.
Le village âge est situé dans la partie occidentale de Prangli.

## Galerie

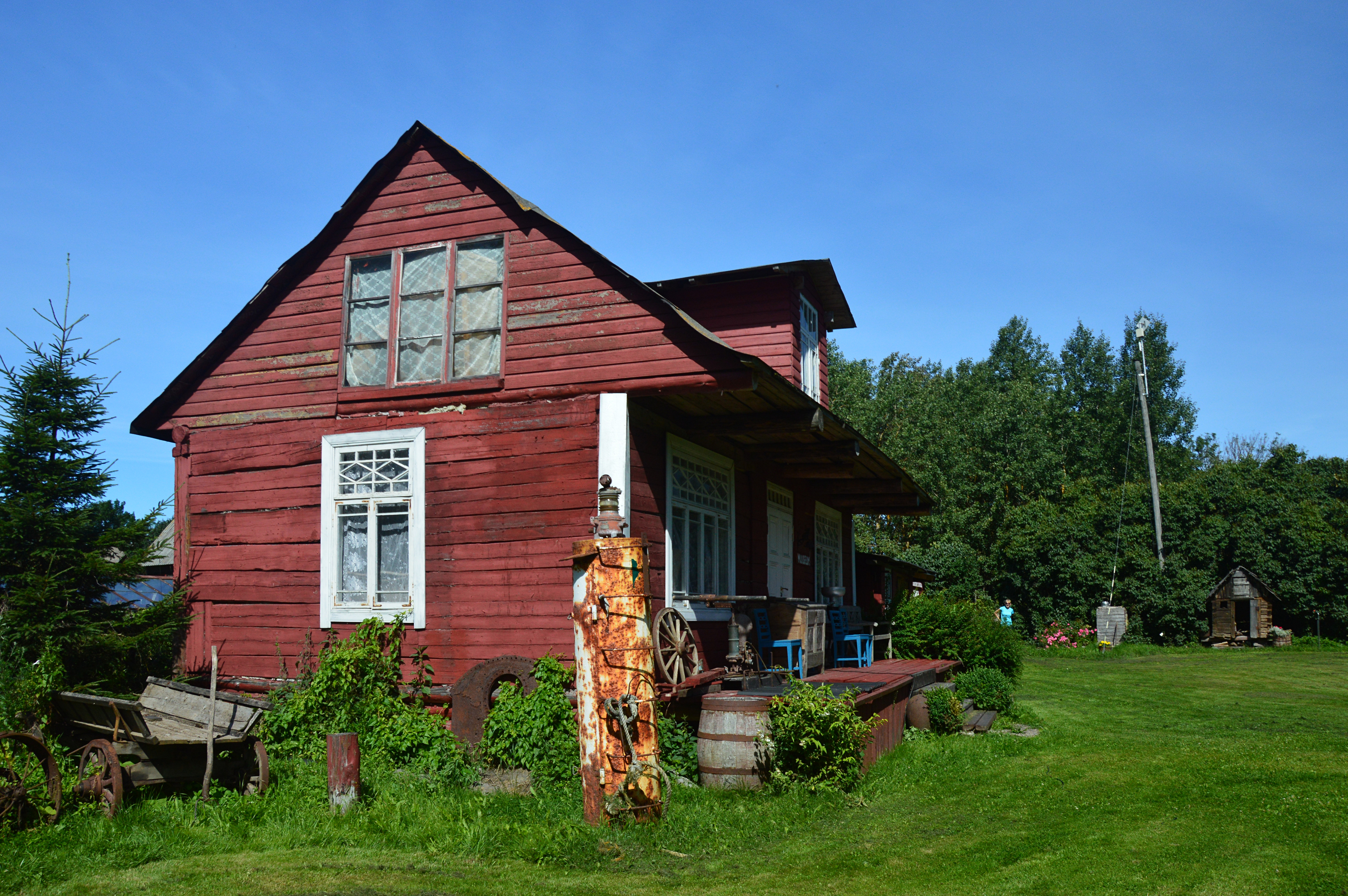
Musée.
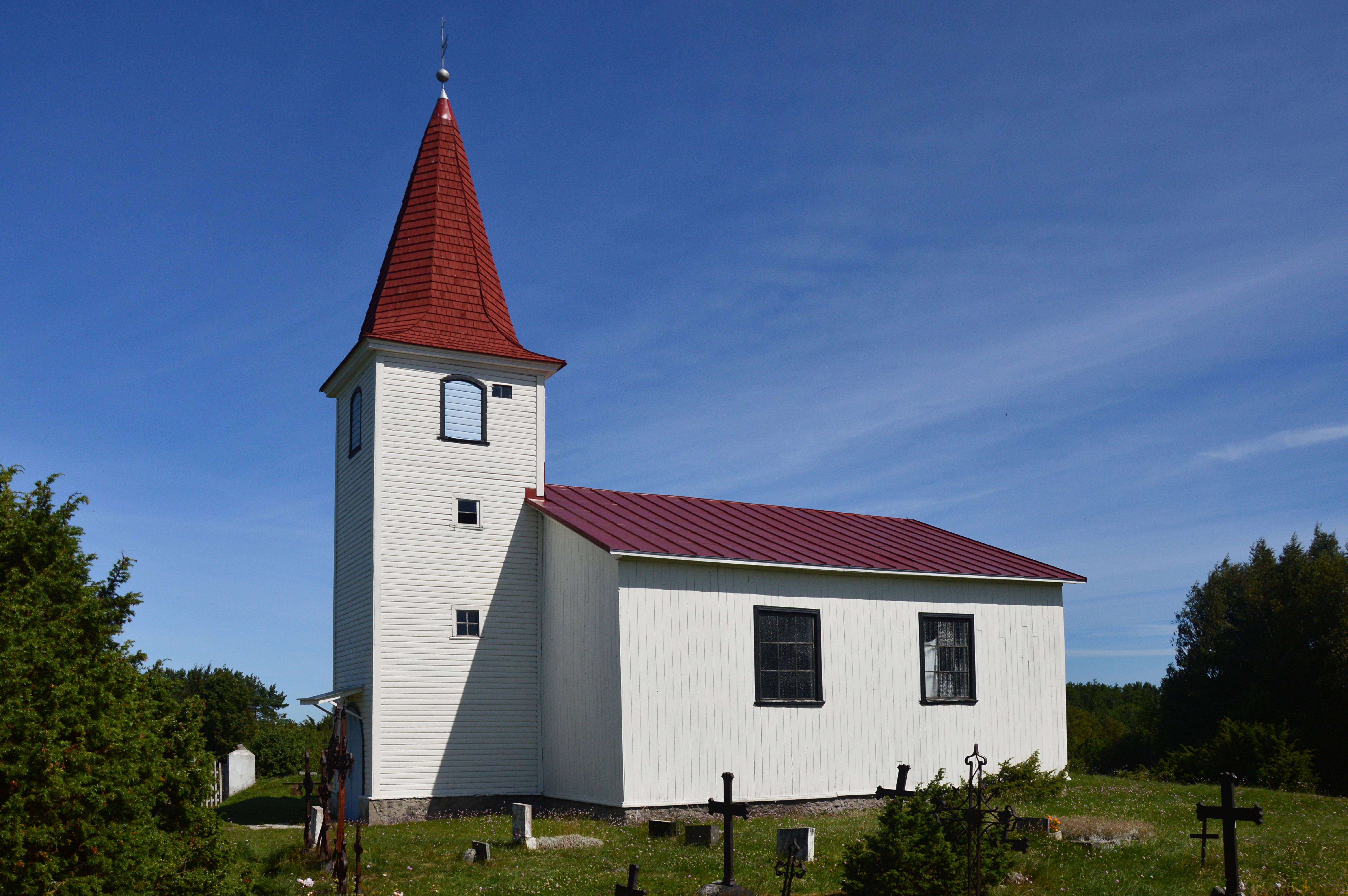
Église.
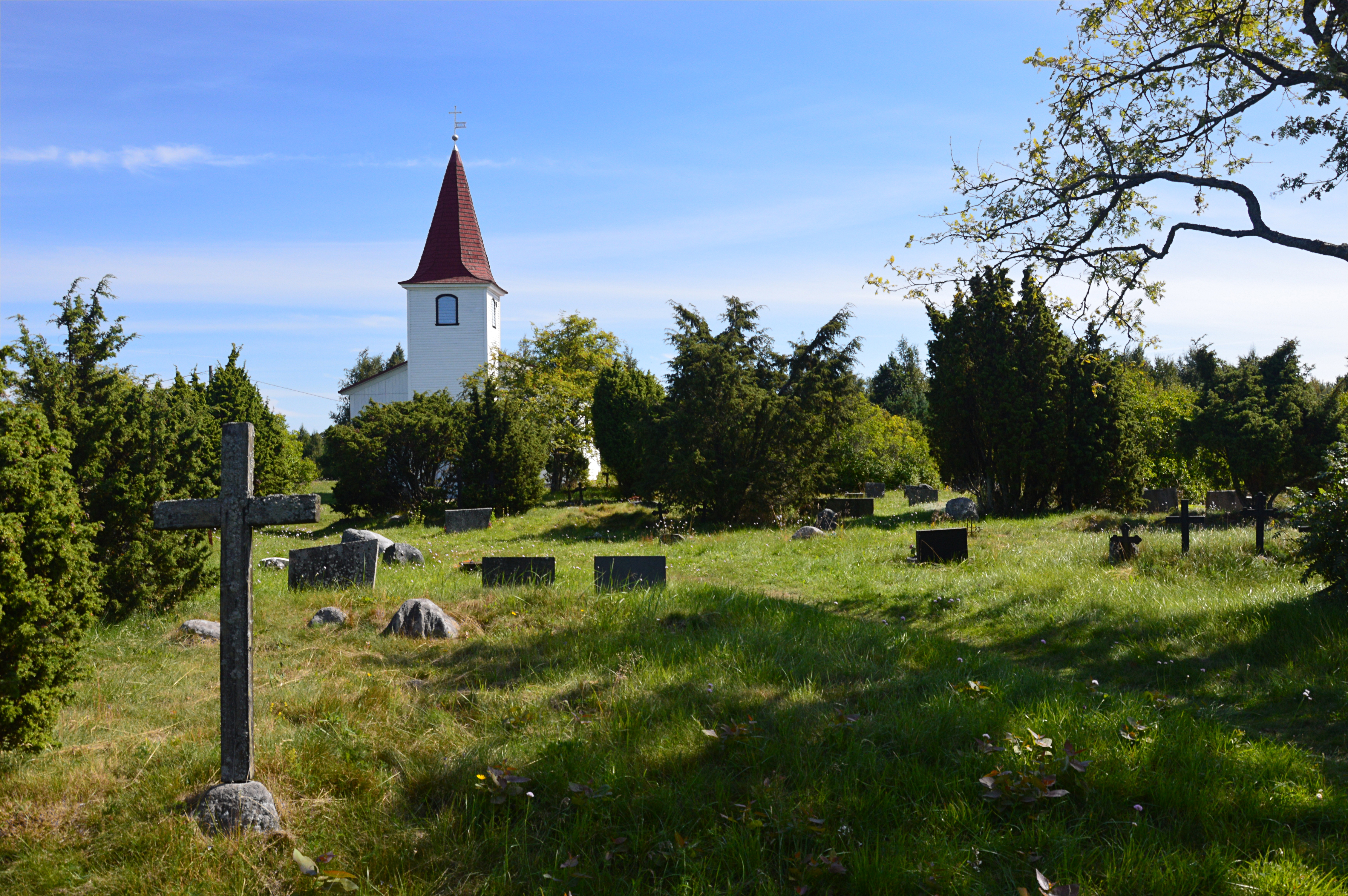
Cimetière.